# Verlhac-Tescou

Verlhac-Tescou este o comună în departamentul Tarn-et-Garonne din sudul Franței. În 2009 avea o populație de 470 de locuitori.

## Evoluția populației
| An        | 1975 | 1982 | 1990 | 1999 | 2006 | 2009 |
| --------- | ---- | ---- | ---- | ---- | ---- | ---- |
| Populație | 406  | 409  | 411  | 421  | 402  | 470  |